# Tutaj jest moje serce
Tutaj jest moje serce (ang. Here is My Heart) – amerykański film komediowy z 1934 roku w reżyserii Franka Tuttle’a, w którym występuje amerykański aktor i piosenkarz Bing Crosby.

## Obsada
- Bing Crosby jako J. Paul Jones
- Kitty Carlisle jako księżniczka Alexandra
- Roland Young jako książę Nicholas
- Alison Skipworth jako hrabina Rostova
- Reginald Owen jako książę Vladimir
- William Frawley jako James Smith
- Marian Mansfield jako Claire
- Cecilia Parker jako Suzette
- Akim Tamiroff jako kierownik hotelu

i inni